# Foenatopus chinensis
Foenatopus chinensis (лат.) — вид наездников рода Foenatopus из семейства Stephanidae. Вьетнам, Китай (Yunnan, Guangxi, Guangdong, Hong Kong).

## Описание
Эндопаразиты насекомых. Длина тела самок 9—17 мм, длина переднего крыла 5,5—12 мм, длина яйцеклада 6,8—18 мм. Жгутик усиков самок 30-члениковые. От близких видов отличается следующими признаками: темя с тонкой поперечной исчерченностью; щёки гладкие; пронотум длинный и узкий; птеростигма узкая и заострённая. Основная окраска тела чёрная (ноги светлее). Голова и 3-й тергит с желтоватыми отметинами. Шея спереди выемчатая, с мелкими бороздками; задняя часть пронотума градуально сливается с оставшейся частью переднеспинки; метаплеврон узкий; жилка 2-SR и 2-SR+M переднего крыла отсутствует; жилка 2-CU1 переднего крыла редуцирована; задние голени сплющены в базальной части; задние лапки самок 3-члениковые.